# عبد الرحمن هاشم (لاعب كرة قدم)
عبد الرحمن محمد هاشم حسن (مواليد 15 يونيو 1997) هو لاعب كرة قدم سعودي في نادي المزاحمية.

## مسيرة اللاعب
لعب سابقاً في نادي حطين ونادي الثقبة ونادي طويق ونادي ساجر ونادي المزاحمية.